# بارنی (داکوتای شمالی)
بارنی(به انگلیسی: Barney) شهری در ایالت داکوتای شمالی کشور ایالات متحده آمریکا است که جمعیت آن در سرشماری سال ۲۰۱۰ میلادی، ۵۲ نفر بوده‌است.